# Gael Joel Akogo
Gael Joel Akogo Esono Nchama (Ebibeyin, 21 de diciembre de 2003) es un futbolista ecuatoguineano que juega como centrocampista en el Recreativo Granada de la Segunda Federación. Es internacional con la selección de Guinea Ecuatorial.

## Carrera
Producto de la cantera del Cano Sport Academy, Gael comenzó su carrera en el equipo principal del mismo club. Aunque no se tiene certeza del año exacto de su debut profesional, existen registros de su participación en la Liga de Campeones de la CAF el 14 de septiembre de 2019, cuando enfrentó al Al-Ahly. En ese momento, tenía 15 años, lo que sugiere que esa temporada marcó su estreno en el fútbol profesional.
En 2023, Gael se trasladó a España para unirse al Atlético Albacete, donde formó parte de la plantilla durante la pretemporada 2023/24. Su debut oficial con el club se produjo el 12 de septiembre de 2023, en un partido de la Tercera RFEF que terminó con una derrota por 2-1 frente al Quintanar del Rey. Sin embargo, su etapa en el Atlético Albacete llegó a su fin en agosto de 2024, cuando rescindió su contrato y se unió al Recreativo Granada. Firmó un contrato con el club andaluz hasta 2026 y debutó el 31 de agosto de 2024 en la Segunda RFEF, en un partido que finalizó con una derrota por 2-1 contra el Linares Deportivo.

## Selección nacional
Gael fue convocado por primera vez para representar a la selección de Guinea Ecuatorial el 1 de noviembre de 2021, en la lista para las dos últimas jornadas de las eliminatorias rumbo al Mundial de Catar 2022 contra Túnez y Mauritania. Sin embargo, no llegó a participar en ninguno de esos encuentros.
Su debut con el equipo nacional ocurrió el 23 de marzo de 2022, en un amistoso contra Guinea-Bisáu. Ingresó como suplente en el minuto 60' durante un partido que terminó en derrota por 3-0.

## Vida personal
Gael nació en Ebibeyín, siendo miembro del pueblo Misaha y perteneciente a la tribu Esakunan.

## Clubes
| Club               | País              | Año       |
| ------------------ | ----------------- | --------- |
| Cano Sport Academy | Guinea Ecuatorial | 2019-2023 |
| Atlético Albacete  | España            | 2023-2024 |
| Recreativo Granada | España            | 2024-     |